# Campeonato sub-20 de la AFF 2005
El Campeonato sub-20 de la AFF 2005 se llevó a cabo en Palembang, Indonesia del 5 al 19 de agosto y contó con la participación de 10 selecciones juveniles del Sur y el Sureste de Asia.
Birmania venció en la final a Malasia para conseguir su primer título del torneo.

## Participantes
| - Brunéi - Indonesia - Laos - Malasia - Maldivas | - Birmania - Singapur - Tailandia - Timor Oriental - Vietnam |

## Fase de grupos

### Grupo A
| País      | J | G | E | P | GF | GC | GD  | Pts |
| --------- | - | - | - | - | -- | -- | --- | --- |
| Birmania  | 4 | 3 | 0 | 1 | 9  | 5  | +4  | 9   |
| Malasia   | 4 | 2 | 1 | 1 | 19 | 6  | +13 | 7   |
| Indonesia | 4 | 2 | 1 | 1 | 13 | 8  | +5  | 7   |
| Tailandia | 4 | 2 | 0 | 2 | 13 | 6  | +7  | 6   |
| Brunéi    | 4 | 0 | 0 | 4 | 1  | 30 | -29 | 0   |

| Equipo 1  | Resultado | Equipo 2  |
| --------- | --------- | --------- |
| Indonesia | 1-2       | Tailandia |
| Brunéi    | 0-3       | Birmania  |
| Indonesia | 5-0       | Brunéi    |
| Malasia   | 3-1       | Tailandia |
| Tailandia | 0-1       | Birmania  |
| Malasia   | 3-3       | Indonesia |
| Brunéi    | 1-10      | Tailandia |
| Birmania  | 2-1       | Malasia   |
| Malasia   | 12-0      | Brunéi    |
| Birmania  | 3-4       | Indonesia |

### Grupo B
| País           | J | G | E | P | GF | GC | GD  | Pts |
| -------------- | - | - | - | - | -- | -- | --- | --- |
| Laos           | 4 | 3 | 1 | 0 | 8  | 1  | +7  | 10  |
| Vietnam        | 4 | 2 | 2 | 0 | 11 | 3  | +8  | 8   |
| Singapur       | 4 | 2 | 1 | 1 | 5  | 3  | +2  | 7   |
| Timor Oriental | 4 | 0 | 1 | 3 | 5  | 15 | -10 | 1   |
| Maldivas       | 4 | 0 | 1 | 3 | 3  | 10 | -9  | 1   |

| Equipo 1       | Resultado | Equipo 2       |
| -------------- | --------- | -------------- |
| Vietnam        | 1-1       | Laos           |
| Maldivas       | 2-2       | Timor Oriental |
| Laos           | 2-0       | Maldivas       |
| Singapur       | 0-0       | Vietnam        |
| Vietnam        | 6-2       | Timor Oriental |
| Singapur       | 0-1       | Laos           |
| Maldivas       | 0-4       | Vietnam        |
| Timor Oriental | 1-3       | Singapur       |
| Singapur       | 2-1       | Maldivas       |
| Timor Oriental | 0-4       | Laos           |

## Fase final
|  | Semifinales             | Semifinales             |   |                         | Final                   | Final |  |
|  |                         |                         |   |                         |                         |       |  |
|  |                         |                         |   |                         |                         |       |  |
|  | Palembang, 17 de agosto |                         |   |                         |                         |       |  |
|  | Vietnam                 | 1                       |   |                         |                         |       |  |
|  | Birmania (DP 4-5)       | 1                       |   |                         |                         |       |  |
|  |                         |                         |   |                         |                         |       |  |
|  |                         |                         |   |                         | Palembang, 19 de agosto |       |  |
|  |                         |                         |   |                         | Birmania                | 1     |  |
|  |                         | Malasia                 | 0 |                         |                         |       |  |
|  |                         |                         |   |                         |                         |       |  |
|  |                         |                         |   |                         |                         |       |  |
|  |                         |                         |   |                         | Tercer lugar            |       |  |
|  | Palembang, 17 de agosto | Palembang, 17 de agosto |   | Palembang, 19 de agosto | Palembang, 19 de agosto |       |  |
|  | Laos                    | 1                       |   | Vietnam                 | 1                       |       |  |
|  | Malasia                 | 2                       |   |                         | Laos                    | 4     |  |

## Campeón
| Campeonato sub-20 de la AFF 2005 |
| -------------------------------- |
| Bandera de Birmania              |
| Birmania 1º Título               |